# Platocystis alalongae
Platocystis alalongae är en plattmaskart. Platocystis alalongae ingår i släktet Platocystis och familjen Didymozoidae. Inga underarter finns listade i Catalogue of Life.